# لاکربی
لاکربی (انگلیسی: Lockerbie) شهری کوچک در جنوب غربی اسکاتلند است. فاصله این شهر از گلاسکو ۱۲۱ کیلومتر و تا مرز انگلستان و اسکاتلند ۳۲ کیلومتر است. لاکربی در سر شماری رسمی بریتانیا در سال ۲۰۰۱ میلادی جمعیتی بالغ بر ۴۰۰۰ نفر داشته‌است.

## تاریخ
تاریخ شکل‌گیری شهر لاکربی به‌طور دقیق مشخص نیست اما شواهدی موجود است که تمدن مردم در این منطقه را به دوران وایکینگ‌ها نشان می‌دهد. از طرفی کشف بقایای یک اردوگاه رومی نشان دهنده تاریخ قدمی تر این سرزمین است. دوره رشد اقتصادی لاکربی در قرن ۱۹ میلادی است. زمانی که راه‌آهن کالدونین موجب شناساندن این منطقه کوچک به اسکاتلندی‌ها شد. راه‌آهن سبب شد تا در سال ۱۹۶۶ لاکربی صاحب گاز شهری شود.

## معماری
هسته اولیه ساختمان‌های این شهر با سنگ قرمز معروف به سنگ ارغوانی ساخته شده‌است و رفته رفته این نوع مصالح ساختمانی به شناسنامه معماری شهر لاکربی تبدیل شد.
از بناهای معروف این شهر می‌توان به کلیسای فرشتگان و برج ساعت اشاره کرد که در نزدیکی رودخانه این شهر سبب جذب گردشگران محلی شده‌است.

## انفجار و معروفیت
این شهر در ادبیات سیاسی معاصر جایگاه ویژه‌ای دارد. دلیل آن سقوط هواپیمای پرواز شماره ۱۰۳ پان‌آم بود که پس از انفجار در آسمان روی مناطق مسکونی شهر لاکربی سقوط کرد و لاشه آن سبب کشته شدن ۱۱ نفر از ساکنین شهر شد. تمامی مسافران پرواز که از شهر فرانکفورت راهی دیترویت بودند بر اثر یک انفجار مهیب کشته شدند.
از همان ساعات اولیه بود که شهر لاکربی در ادبیات مردم بریتانیا و رسانه‌های جهانی جایگاه خود را پیدا کرد. ساعاتی پس از این حادثه دبیرستان شهر تعطیل شد و به محلی برای رصد و کمک رسانی کمیته‌های بحران از کشورهای مختلف تبدیل شد.